# Підгородище
Підгоро́дище — село в Україні, у Львівському районі Львівської області.

## Географічні дані
Населення становить 696 осіб. Орган місцевого самоврядування — Бібрська міська рада.

## Історія
В 1952 році археологом Ігорем Свєшніковим в урочищі Городище виявлено артефакти культури лійчастого посуду.
Історія Підгородища сягає часів Галицько-Волинської держави. Село було підгороддям тодішнього княжого города (укріплення) Звенигорода. До сьогодні збереглися залишки двох давньоруських городищ ХІ-ХІІ століть.
Перша писемна згадка про село сягає 1397 року
Дідичами Підгородища, яке за часів польського панування адміністративно належало до складу Львівської землі Руського воєводства, з кінця XIV ст. були руські шляхтичі Романовські — нащадки першого відомого його власника Івана-Гліба Дядьковича з Романова гербу Шалава. (лат. Iohanne dicto Hlib Dyathkowitcz de Romanow) по лінії його сина Миколая Романовського. Також Каспер Несецький вважав Івана-Гліба Дядьковича представником роду Свірзьких гербу Шалава.
Романовські володіли селом до 1488 року. Після шлюбу Беати Романовської з Пйотром Одновським, Підгородище (разом з Романовом та Городиславичами) перейшло у власність Гербуртів. У 1509 році Одновський заснував тут місто на магдебурзькому праві.
1555 року село перейшло від Миколая Гербурта з Однова і Фельштина — сина Беати Романівської, за заповітом до сестрениці Анни зі Стоянців Чурило, яка близько 1547 року вийшла за любомльського старосту, охмістра королеви Варвари Радзивілл Станіслава Мацейовського. Надалі Підгородищем володіли Сенявські: в другій половині XVI ст. — руський воєвода Ієронім, в середині XVII ст. — його правнук, львівський староста Адам-Ієронім. Підгородище належало до маєтності, куди входили також Городиславичі, Романів, Селиська, Підсоснів, Пліхів та Германів.
В околицях села знаходився монастир Святого Онуфрія. 1720 року в Підгородиському монастирі Отців Василіян було збудовано монастирську церкву.

## Населення

### Мова
Розподіл населення за рідною мовою за даними перепису 2001 року:
| Мова       | Кількість | Відсоток |
| ---------- | --------- | -------- |
| українська | 695       | 99.86%   |
| російська  | 1         | 0.14%    |
| Усього     | 696       | 100%     |

## Храм
Храм Воздвиження Чесного Хреста у селі збудований 1910 року.
Освячений митрополитом Андреєм Шептицьким храм Воздвиження Чесного Хреста у 1910 році став продовженням релігійно-культурної історії села Підгородище Перемишлянського району на Львівщині, яка розпочалася в часи Галицько-Волинської держави 1205 року. Відтоді датовано перші згадки про село, яке було підгороддям тодішнього княжого городу Звенигорода. Будівництво храму розпочалося 1905 року і храм остаточно був зведений через три роки. Нова мурована церква постала на місці дерев'яної. Храм проєктував відомий архітектор із Стрийщини Василь Нагірний. Ієрейське освячення церкви в 1908 році з благословення митрополита Шептицького провів о. мітрат Андрій Білецький. Через два роки, 15 травня 1910 року, освячення храму довершив сам митрополит Андрей. З столітнім ювілеєм храму жителів с. Підгородище привітав Владика Юліян (Ґбур), Єпарх Стрийський. Привітальну грамоту на святкуваннях 27 вересня 2008 року зачитав о. Тарас Пошивак, Канцлер Стрийської єпархії. «Небагато сіл нашої Стрийської єпархії можуть похвалитися такою культурно-релігійною та історичною спадщиною, яку має Ваша парафія», — зазначив у привітанні Владика. «Історії також відомі імена визначних греко-католицьких священників, які перебували у Вашій парафії, спричинялися до її розвитку, присвячували своє життя для духовного добра кожного з Вас. Сьогоднішній ювілей пригадує нам величну, тисячолітню історію релігійного та духовного життя у Вашій парафії. Цей досвід для нас є нагодою переосмислити своє духовне покликання та культурне завдання в межах цього регіону, єпархії та країни в цілому», — наголосив Єпарх Стрийський. Перші архівні дані про Підгородище датуються 1509 роком. За три століття до цього в околицях села знаходився монастир Святого Онуфрія. 1720 року в підгородиському монастирі Отців Василіян було збудовано монастирську церкву. В селі душпастирювали визначні українські релігійні та культурні діячі: о. Іван Ангелович, о. Семен Ангелович та о. Яків Сінгалевич. Сьогодні в селі душпастирює о. Володимир Ганчій.

## Постаті
- Андрій Вуглевич (1998—2024) — молодший лейтенант Збройних сил України, учасник російсько-української війни.